# Astragalus angulosus
Astragalus angulosus — вид квіткових рослин з родини бобових (Fabaceae). Ареал охоплює такі країни: Ліван.

## Середовище
Ендемік ліванського гірського хребта. Вид знайдений на висотах 1200–2400 метрів. Зустрічається на чагарниках і луках на висоті від 1200 до 2400 м над рівнем моря. Надмірний випас худоби становить основну загрозу та зустрічається на більшій частині ареалу.

## Біоморфологічна характеристика
Це багаторічна рослина, яка може виростати до 10 см заввишки. Період цвітіння припадає на період з травня по липень.